# 笑う大天使
『笑う大天使』（わらうミカエル）は、川原泉の中編コメディ少女漫画。実写映画が製作され、2006年（平成18年）夏に公開されている。
お嬢様学校に転校してきた普通の女子高校生が、周囲の人々と巻き起こす騒動を喜劇的に描く青春漫画作品である。

## 概要
1987年（昭和62年）に白泉社の漫画雑誌『花とゆめ』に連載された。連載時には「士農工商編集マンガ屋」という表記があったが、差別問題から翌号にお詫びのページが設けられ、別冊花とゆめでの再録時には表記が抹消、単行本初版では「ど～せワタシはしょみん」と改められている。
続編として、短編『笑う大天使 空色の革命』（1988年『花とゆめ』3号掲載）、『笑う大天使 オペラ座の怪人』（1988年『花とゆめ』6、12、16、19号掲載）、『笑う大天使 夢だっていいじゃない』（1988年『花とゆめ』23号掲載）があり、単行本に共に収録された。
また映画化を記念して『笑う大天使 特別編』が『MELODY』2006年8月号に掲載された。
『MELODY』2013年8月号では、清水玲子、川原泉、山口美由紀のデビュー30周年企画が行われたが、川原作品からは本作と『ブレーメンII』のイラストカードが付録となっている。
2019年（令和元年）に企画された「花とゆめ創刊45周年特集」では「1980年代の主な作品」の1つに本作が選ばれている

## 書籍情報
単行本は全3巻、文庫版は全2巻である。
- 花とゆめcomics(白泉社)
  - 第1巻 1987年11月 ISBN 4592114035
  - 第2巻 1988年5月 ISBN 4592114043
  - 第3巻 1989年7月 ISBN 4592114051
- 白泉社文庫
  - 第1巻 1996年9月 ISBN 4592883144
  - 第2巻 1996年9月 ISBN 4592883152
- 花とゆめCOMICSスペシャル
  - 川原泉傑作集 ワタシの川原泉II 2013年12月 ISBN 4592198913
「オペラ座の怪人」「特別編」を収録。なお、「特別編」は単行本初収録となる。
  - 川原泉傑作集 ワタシの川原泉V 笑う大天使 2017年12月 ISBN 978-4-59-221824-1
文庫版ではカットされた1/4スペースの再録、自作解説風のインタビューを含む[5]。

## あらすじ

### 本編
史上最強の名門お嬢様学校、聖ミカエル学園に通う高校生、司城史緒、斉木和音、更科柚子はそれぞれ猫をかぶり、良家の子女として学園生活を送っていた。しかしある事件をきっかけに、互いの本性がばれてしまう。親近感を覚えた3人はそれ以後、仲のよい友達となる。あるとき、戯れに作った薬品が原因で、3人はメンデレーエフの力と呼ぶ超人的な怪力の持ち主になってしまう。その頃、巷では名門女子高校生連続誘拐事件が発生していた。偶然にも犯人一味の一人が学園内にいることを知った3人は、自分たちも進んで誘拐され、超人的パワーを使い事件を解決する。

### 空色の革命
聖ミカエル学園マラソン大会に出場していた和音を、和音の父が経営する会社の取引先グループ社長の御曹司・稲垣敏行が見初め、見合いの話を進めてきた。見合い話を養育係の俊介から聞かされた和音は、意外にもあっさりOK。お見合い、デートを経てトントン拍子に結納へと話は進んだ。この頃から俊介は、和音がやがては人妻になるとして距離を置き始める。しかし、和音は俊介に自分と一緒に嫁に行かないか? と突拍子も無い提案をする。これを俊介が非常識だと断ると和音は腹痛を訴えて突然倒れてしまった。
神経性胃炎で倒れた和音の枕元で、和音の両親は自分達を責め、過去を語り始める。
父・総一郎と母・迪子は互いの心情を吐露しあい、不和の元が互いの誤解であったと遅ればせながらも和解を果たした。和音の婚約も破棄となり、俊介に叱られる日々に戻った和音は安堵する。愛人たちと手を切った総一郎は空色のワンピースを着た迪子と手に手を取って、迪子の実家である鳴沢の城に出掛けて行った。

### オペラ座の怪人
更科柚子は偶然一緒になった担任ロレンス先生と補助券を出し合って商店会の福引きをしたところ、特賞の日本〜イギリス間往復航空券を当てる。ロレンス先生と共にイギリスへ行くことになった柚子はロレンス先生の実家で、旧友のオペラ歌手ラインハルト、そして動くクマのぬいぐるみルドルフと出会うのだった。
一方、日本にいる史緒と和音もイギリス行きを思いつき、ロレンス家に到着。2人は来てすぐに皆と仲良くなった。ラインハルトはオペラのタイトルロールを射止め、全てがうまく行っているように思われた。
日本に帰ってきた3人とロレンスにも、ラインハルトがオペラ界で高評判を得ていることが聞こえてくる。そんな時、ルドルフが日本へやって来た。また、ラインハルトと遊んで欲しいと。しかし、その時、過労で倒れたラインハルトが息を引き取ったとの連絡が入った。
旧友の死に自責の念を感じ、放っておくと食事も採らないでいるロレンスを柚子は頻繁に見舞うのであった。史緒、和音、そしてロレンスは、玩具店に展示してあるクマのぬいぐるみを見て、生前の彼とラインハルトを思い出すのであった。

### 夢だっていいじゃない
兄妹としてすっかり打ち解けた史緒と一臣。しかし妹最優先で女性と交際する兄に、史緒は不安を隠せない。そんな折、司城家の遠縁から一臣に持ち込まれたお見合いで、理想の兄嫁候補が現れる。これでようやく落ち着いてくれると安心したが……
兄嫁候補の薦めで、史緒に第一志望の東京大学（その後、公務員試験を経てキャリア官僚となる人生設計）を蹴ってスイスに留学する話が持ち上がる。外面の良い史緒はこれを無下に断ることもできずにいた。事情を知った柚子と和音は密かに一臣を訪ね、留学話を打ち明ける。それを受けた一臣は結論を出さずに、これまで通りに嫁候補の観察を続けた結果、これまでと同じく一臣の意思で婚約は破談となった。一臣が嫁候補に求める条件はただ一つ。一臣よりも史緒を優先してくれる女性だったのだ。
月日は流れ、ついに史緒・和音・柚子の卒業式。聖ミカエル学園講堂に、卒業生の歌う卒業賛美歌が流れる。見送るロレンス、そして式に出席した一臣・俊介。
卒業証書を手に、希望を胸に駆け寄ってくる3人にカメラのシャッターが切られた。
〔完〕

### 特別編
史緒たちが学園を卒業して20年が経った。黒犬ダミアンは本人には自覚のないまま老犬となっており、聖ミカエル学園に通う女生徒たちからは恐怖ではなく同情を受けていた。
同窓会のために学園に集まって史緒たちとダミアンは再会する。ダミアンがまだ生きていたことに驚く3人と、3人を臭いで判別したものの鋭い犬の嗅覚で加齢臭を嗅ぎ取ったダミアン。ダミアンは地球の歴史上、初めて「時間の概念」を理解した犬となった。

## 登場人物

### 主人公たち
司城史緒（しじょう ふみお）
元伯爵家の血筋に生まれる。父が事故死した後、庶民である母と華族出身である祖母との折り合いが悪くなり、母親は史緒をお腹に宿している状態で家を追い出された。その後母親が亡くなり、史緒は生き別れていた兄に引き取られ、それまで通っていた超進学校から祖母の母校である聖ミカエル学園に転校。その雄々しい名前とクールな雰囲気から同じ2年生にケンシロウ様と呼ばれる。母親との貧乏な生活が長かったため、極めて逞しい庶民の性格と味覚をもつ。新聞配達で家計を助けていたので短距離走は得意だが、長距離走が苦手。東大を狙える学力を有する。
斎木和音（さいき かずね）
企業グループ会長令嬢。両親は健在だが、ほぼ家庭内離婚状態にある。幼少の頃より養育係の若月俊介に育てられる。生まれも育ちもお嬢様だが、性格がぼーっとしているので、学校になじめていない。秋吉田藩藩主の子孫（『殿様は空のお城に住んでいる』は和音の先祖の話）。学校では「オスカル様」と呼ばれ、下級生の間ではヒーロー扱い。だが彼女自身はオスカルとあらいぐまラスカルを取り違えている。庶民だった父方の血を濃く引いたらしく、言動もやや男勝りな庶民の面を、家庭では俊介、学校では史緒と柚子には見せる。長身で、短距離、長距離走ともに得意で運動能力が高い。卒業間際の『空色の革命』にて、父の取引先の御曹司と結納まで交わすが破談。
更科柚子（さらしな ゆずこ）
両親健在。家庭円満。もともと親は「かぼちゃ亭」という小さな食堂を営んでいたが、安い・早い・美味いで評判となり、客のニーズに応えるうちに一大レストラン「パンプキンチェーン」に成長、いつの間にかお嬢様となっていた。家から最も近い学校を何も考えず受験したら、それが聖ミカエル学園だった。幼少時のトラウマから外国人が苦手で、イギリス人である担任のロレンス先生も敬遠している。学校では猫をかぶっているが、苦しい日々を過ごす。お嬢様らしく豪邸に住むものの、広い居間にちゃぶ台を置いた庶民のままの生活を送っているため、現在でも庶民と言える。史緒が来るまではミカエルの中でもトップクラスの秀才で、学級委員も務める才媛。3人の中では最も背が低い。上級生から「コロボックルちゃん」と愛玩される。
卒業後の三人
司城史緒…東大卒業後、司法試験、上級公務員試験にダブル合格した後大蔵省に入省。順調にキャリアを重ね初の女性事務次官になる。独身であり、兄と同居している。
斎木和音…卒業後、都内の体育大学に進学し、ミカエル学園高等部の体育教師として5年勤務。その後スポーツクラブの経営に着手し、インストラクターとして活躍。後に、お目付け役だった若月俊介を婿養子に迎え、一男一女をもうける。なお大学時に、体育の教育実習生として母校におり、『メイプル戦記』に登場する。
更科柚子…ミカエル学園短大・英文科卒業後にロレンス氏と結婚、実家のレストランのロンドン支店に勤務する。男の子4人（うち1組は双子）、女の子2人の母である。結婚後の名前は、ザ・ライト・オノラブル・ユズコ・レディ・ロレンス・オブ・ノーザンプール （The Right Honourable Yuzuko Lady Lawrence of Northumpool）。

### 司城家
司城一臣（しじょう かずおみ）
生き別れていた史緒の兄。史緒曰く「優雅さ」を「気品」と「威厳」でサンドイッチにして、「高貴さ」でコーティングしたエンゼルパイ。「森江賢一」というペンネームを持つ人気作家だが、執筆するジャンルはミステリーからSFまで節操が無く、娯楽作品なら何でも書く。最初のころは妹とお互いに馴染めずにいたが、後に史緒がかぶった猫を下ろせるほどに心を開いていった。寂しい境遇の反動からか唯一の家族である妹に対してはシスコンのように接してしまうこともしばしば。理想の結婚相手は、自分よりも妹を大事にしてくれる人。交際範囲はソープ嬢から銀行頭取令嬢まで、これまたジャンルに節操がない。高額納税者で、作家部門の長者番付上位に毎年ランクインしている。
司城顕子（しじょう あきこ）
一臣と史緒の祖母。回想シーンに登場。嫁である2人の母とは、生前から折り合いが悪く事あるごとに「育ちが悪い」と執拗にいびっていた。間に入っていた息子（2人の父）が亡くなり、ついに嫁との仲は決裂。一臣を取り上げ、当時妊娠中の嫁を追い出した。
それから17年後に初めて妹がいることを一臣に言い残し、他界。史緒が聖ミカエル学園に転校した直後、学園長から祖母も聖ミカエル学園の卒業生であり、当時の在校生からは賞賛されていたことを打ち明けられ、史緒は猫かぶりの遺伝に驚いていた。
司城兄妹の両親
一臣・史緒兄妹の両親。回想シーンに登場。父は「紳士的な教育を受けた」男性で、母は庶民育ち。恋愛結婚だったが、妻は母・顕子と折り合いが悪く（上述）事あるごとに夫が庇っていたが、夫は交通事故死。ついに嫁姑の仲は決裂し、身重の妻は司城家を追い出され、その後史緒を出産。
17年後、妻は史緒曰く「働いて働いてくたびれて」この世を去る。

### 斎木家
斎木総一郎（さいき そういちろう）
新日本産業グループ会長にして、和音の父。元は普通の不動産屋だったが、迪子と出会い彼女の祖父の遺産を相続し、現在の地位に立つ。
恋愛結婚であったが、プロポーズの際に迪子の父親に言う言葉を間違えてしまった事から彼女に不信感を抱かれ、ぎこちない夫婦生活を送る。そして、娘（和音）が生まれた際に呟いた「なんだ女か」という言葉で夫婦の亀裂は決定的なものとなってしまった。本当は嬉しかったのだが、妻がいつまでも心を開いてくれない事で屈折してしまったのだという。
新橋、赤坂、六本木にそれぞれ妾宅を持っていたが、のちに別れる（『空色の革命』）。
斎木迪子（さいき みちこ）
和音の母。わび・さび・風流に生きる、旧秋吉田藩鳴沢家のお姫様。夫の浮気相手にも礼儀を欠かさず、毎年妾宅回りをする良妻賢母。その昔、総一郎との確執のようなものから殆ど交流を持っていなかったが誤解が解け、お互いに素直になって仲睦まじい夫婦となる（『空色の革命』）。
若月俊介（わかつき しゅんすけ）
和音の養育係であり総一郎の秘書。父親がヤクザに刺されて死亡し、母親は若い男と逃げ、天涯孤独の身であった。給食費を稼ぐために当り屋をしていた時に総一郎に拾われ、和音の養育係として招き入れられた。
子供の頃「ことわざ辞典」を拾ったことがきっかけで、故事・格言・ことわざの類が好き。
両親と距離を置いている和音にとっては、兄や親の代わりのような存在。酒に酔うとウェットになるタイプ。
おキヨ
斎木家の女中頭。（『空色の革命』）

### 更科家
柚子の両親
共に名前は不明。元々は「安い・早い・美味い」をモットーにした大衆食堂「かぼちゃ亭」の主人だったが、客のニーズに応えていく内にいつの間にか大手外食チェーンの社長になってしまった。
それでも庶民感覚は抜けきらず、広いリビングにちゃぶ台を置いて家族で夕食を囲んでいる。
更科孝志（さらしな たかし）
柚子の兄。母親譲りの地味な顔と、父親譲りの地味な性格をしている（ちなみに柚子は父親譲りの地味な顔と、母親譲りの地味な性格とのこと）。努力を尊ぶ。大学卒業後は父の後を継ぐ為、他の会社に勤めながら経営学を学ぶ。モデルは川原の実兄。柚子に似ていることから、のちに白薔薇の君に見初められ結婚する。

### その他
ロレンス先生
本名は、ザ・ライト・オノラブル・ヘンリー・エセルバート・ロード・ロレンス・オブ・ノーザンプール （The Right Honourable Henry Ethelbert Lord Lawrence of Northumpool）。ノーザンプール伯爵ヘンリー・エセルバート・ロレンス卿と作中で司城一臣は訳している。なお、実際の爵位については伯爵ではなく、男爵か子爵の可能性もある。
史緒、和音、柚子の担任。聖ミカエル学園の理事長。日本人より流暢な日本語を話す。国語（日本語）の先生。後に柚子と結婚する。
ダミアン
黒い毛並みの目つきの悪い野良犬。映画『オーメン』に出てきた犬のような外見より名づけられた。
聖ミカエル学園の周辺に住み着いており、帰り道で生徒たちを待ち伏せ、恐れた生徒たちから弁当の食べ残しをいただく。通称「待ち伏せのダミアン」。
麦チョコの拾い食いで少女連続誘拐事件の解決に一役買ったことで、ケンタッキーフライドチキンの15ピース入りをもらう。普段の足音は軽やかに「てってって」。麦チョコを追うシーンの足音は「てぇー てぇー」。
最後に我が道と交わる人の情けが身に沁みて夕陽に涙する。誰からも愛されない黒い犬は、交際があった三原順のテーマの一つでもある。
エミリオ・マリーニ神父
ジョーンズ神父の代理として聖ミカエル学園へ赴任予定だったものの、闇の12使徒に拉致、監禁される。ビン底眼鏡に、神父なのにお釈迦様もどきの眉間に黒子。なんとなくガリ勉スタイル。雄弁でやや間抜けでおっちょこちょいであるが、憎めない性格。
イスカリオテのユダ
聖ミカエル学園へジョーンズ神父の代理としてエミリオ・マリーニ神父の名を偽り赴任。その正体は、闇の12使徒のメンバー。本物と異なり比較的男前。車はフェラーリ。
闇の12使徒
国際的人身売買組織。絶滅間近の希少な大和撫子を狙う。メンバーは聖書にならい、ジェイク・A（アルパヨの子ヤコブ）、ジェイク・Z（ゼベダイの子ヤコブ）、バーソロミュー（バルトロマイ）、アンドリュー（アンデレ）、フィリップ（ピリポ）、マット（マタイ）、テディ（タダイ）、トマス、ヨハネ、シモン、ペテロ、ユダとそれぞれ呼び合う。
桜井敦子
司城一臣のお見合い相手の一人。兄妹ともにバランスよく付き合っていたが、史緒を体よく遠ざけようと策を弄して失敗した（『夢だっていいじゃない』）。本作で初登場。他の川原作品にも出演し、よくお見合いをしているが、全て破談になっている模様。
稲垣敏行（いながき としゆき）
新日本産業グループと取引もある東和グループ社長の御曹司。マラソン大会で道路を走っていた斎木和音を見初めてお見合いの話を進めてきた。（『空色の革命』）
和音より15歳年長であり、微妙に時事関連の話題が噛み合わないものの、デートも数回行っている。しかし、和音と会話しているといつの間にか「若月俊介の話」になっていく事に気づき、和音が神経性胃炎で倒れたことを知ると、破談をすんなりと受け入れた。
ベネット
ロレンス家の執事。動いて話すクマのぬいぐるみが突然主の客人になっても、決して動じないプロフェッショナルな人。（『オペラ座の怪人』）

### 友人達
紫の上、白薔薇の君、桔梗の宮
聖ミカエル学園高等部3年生のお姉さま方。
柚子をコロボックルちゃんと呼び、アイドル扱いする。お茶会には、英国式アフタヌーンティーにスミレの砂糖漬け、そして赤毛のアンの世界が必須となる。柚子がお茶会のゴミ捨てに行っていた間に、闇の12使徒により拉致される。事件から数年後、白薔薇の君は孝志に柚子の面影を見て、結婚することになる。
沈丁花娘
聖ミカエル学園高等部1年生。本名不明。通称の由来は、いつも沈丁花の陰にたたずみ、和音を見つめていることから。『ポーの一族』のメリーベル・ポーツネルとその一場面にも因むが、和音は「プーの一族」と勘違いしてクマのプーさんの家族だろうかと思い巡らす。雨の中、和音に傘を貸すため家に戻ろうとしたところを、闇の12使徒により拉致される。
万里小路 静（までのこうじ しずか）
聖ミカエル学園高等部2年生。3人娘のクラスメート。
ニックネームは静姫。もしかすると皇族の血も混じっているかもしれないという本物のお嬢様。すぐに泣く（らしい）。史緒の目の前で闇の12使徒によって拉致される。
ラインハルト・フォン・ベルンシュタイン
西ベルリン出身。オペラ歌手。ロレンスとは学生時代の大の親友で、卒業した後も親交があった。穏やかで、こつこつ努力を積み重ねる人である。6歳のときイギリスの学校に入学し、ロレンスと知り合った。ロレンスをはじめとする友達からは、「ハル」と呼ばれ、柚子たちからは「おハルさん」と呼ばれている。小さい頃から気弱だった彼に父が買ってきたクマのぬいぐるみに毎日お祈りすることにより、ぬいぐるみ・ルドルフは自ら意志を持ち、歩き回るまでになった。
多忙なスケジュールと元々病弱だったのか、ロレンスや柚子達との楽しいロンドンでの冬休みを過ごし、初めてオペラの主役を演じた後他界。今は故郷で最高の相棒と永遠の眠りについている。（『オペラ座の怪人』）
ルドルフ
本名はルドルフ・シュミット（ただし自称）。普通に西ベルリンの玩具屋で売っている、毛足の長いビロードの茶色の布に木屑を詰めた普通のクマのぬいぐるみ（テディベア）……だったはずがハルの一心なお祈りのおかげで突如意思を持ち、歩き出す。名前は自分でつけた。
両手で持てる程度の大きさだったが、意思を持ってからは1メートル前後に巨大化する。自分の置かれた立場に悩み、一時はハルの前から姿を消すが、それによってハルが夢遊病状態になってしまったため再び彼の元に帰る。「荷物」として飛行機に乗り込むのが得意で、ハルがオペラ上演後倒れたのを心配し、単身日本に渡り、ロレンス達に一緒にハルの元へ行くよう頼みにやって来るほどの忠誠心あふれるクマ。しかし彼の願い空しく、ロレンスの元を訪れたその時、ハルの師匠からハル死去の電話が届く。直後、彼は泣きながら元のぬいぐるみに戻ってしまう。ロレンスの手でハルの元へ帰り、ハルと共に故郷で眠りにつく。（『オペラ座の怪人』）
映画版にも「ルドルフ」の名札を付けた巨大なクマのぬいぐるみとしてカメオ出演している。

## 補足
- 『空色の革命』で柚子がロレンスのお気に入りだと史緒・和音がからかう場面で二人が歌っているのは、映画『先生のお気に入り（英語版）』の主題歌で同名の曲。
- 『オペラ座の怪人』で少年のラインハルトが口ずさんでいる「ドモアリガート…」は、スティクスのヒット曲『ミスター・ロボット』。
- 『殿様は空のお城に住んでいる』 - 江戸時代中期の秋吉田藩主鳴沢家を描いた川原泉の漫画。和音の母・迪子の実家である鳴沢家の先祖である。

## 映画版
ミコット・エンド・バサラ、ジェネオンエンタテインメント、ナイス・デーが、2005年（平成17年）に製作。共同製作は、日活、日本テレビ音楽、スターダストピクチャーズ、ニューセレクト。アルバトロス・フィルムの配給により、2006年（平成18年）7月15日に公開された。小田一生初監督作品。ワイヤーアクションを使った青春コメディ映画。
ロケでは佐世保市のテーマパーク・ハウステンボスほか長崎県を中心に行われたが、冬の撮影であり樹木などは落葉していたため、CGで葉を再現しており、虫も飛んでいる。

### スタッフ
- 監督/VFX：小田一生
- 脚本：吉村元希/小田一生（脚本協力：下山由紀子）
- 撮影監督：岡田博文
- 撮影：百束尚浩
- 美術：花谷秀文
- 衣装：北村道子
- アクション監督：谷垣健治（助手：岩本淳也）
- 音響効果：丹雄二
- 編集：滝石大志
- 監督補：小笠原直樹
- 助監督：近藤有希
- ラインプロデューサー：森崎太陽
- 音楽プロデューサー：千石一成
- 音楽：METALCHICKS（シュガー吉永）
- 主題歌：つじあやの 「そばにいるから」（ベストアルバム『つじベスト』収録） （ビクターエンタテインメント）
- ラボ：東京現像所
- MA：東京テレビセンター
- スタジオ：日活撮影所
- プロデューサー：宮崎大/柴田一成
- エグゼクティブ・プロデューサー：三宅澄二、熊澤芳紀、西村敬喜
  - Co.エグゼクティブ・プロデューサー：公野勉、吉岡正敏、細野義朗、杉山章
- 製作委員会：「笑う大天使」フィルムパートナーズ
  - 企画製作：ミコット・エンド・バサラ、ジェネオンエンタテインメント、ナイス・デー
  - 共同製作：日活、日本テレビ音楽、S・D・P、ニューセレクト
- 配給：アルバトロス・フィルム

### 配役
- 司城史緒：上野樹里
- 司城一臣：伊勢谷友介
- 斉木和音：関めぐみ
- 更科柚子：平愛梨
- 若月俊介：松尾敏伸
- 桜井敦子：菊地凛子
- 更科孝志：加藤啓
- 万里小路静：佐津川愛美
- 沈丁花娘：谷村美月
- 白薔薇の君：キタキマユ
- 紫の上：宮下ともみ
- 桔梗の宮：松岡璃奈子
- 警察庁長官：西岡徳馬
- 史緒の母：手塚理美
- 柚子の父：村木仁
- 柚子の母：伊藤修子
- ロレンス先生：ブライアン・デイビス
- シスター・マレーナ：デルチャ・ミハエラ・ガブリエラ - エミリオ・マリーニ神父（贋）に相当する映画版オリジナルキャラクター
- 百合枝：岩井七世
- 更紗：岡本奈月
- 杏里:工藤晴香
- 綾乃：葵
- ナレーション：広川太一郎

### ビデオ
12月22日にジェネオンエンタテインメントからDVDが発売。